# Unliving Pictour Show
Unliving Pictour Show es un tour de la banda de hard rock Lordi, que comenzó el 14 de marzo de 2024. La gira solamente contempló países de Europa, terminando en Austria el 5 de mayo de 2024.

## Gira
- 14 de marzo - Estocolmo, Suecia
- 15 de marzo - Gotemburgo, Suecia
- 16 de marzo - Malmö, Suecia
- 17 de marzo - Copenague, Dinamarca
- 19 de marzo - Vilna, Lituania
- 20 de marzo - Lublin, Polonia
- 21 de marzo - Varsovia, Polonia
- 23 de marzo - Budapest, Hungría
- 24 de marzo - Zvolen, Eslovaquia
- 26 de marzo - Milán, Italia
- 28 de marzo - Cenon, Francia
- 29 de marzo - Toulouse, Francia
- 30 de marzo - Vauréal, Francia
- 1 de abril - Mánchester, Reino Unido
- 2 de abril - Birmingham, Reino Unido
- 3 de abril - Londres, Reino Unido
- 4 de abril - Cardiff, Reino Unido
- 6 de abril - Villingen-Schwenningen, Alemania
- 7 de abril - Enschede, Países Bajos
- 8 de abril - Heerlen, Países Bajos
- 10 de abril - Colonia, Alemania
- 11 de abril - Brunswick, Alemania
- 12 de abril - Oberhausen, Alemania
- 13 de abril - Wilhelmshaven, Alemania
- 16 de abril - Amstelveen, Países Bajos
- 17 de abril - Hamburgo, Alemania
- 19 de abril - Stuttgart, Alemania
- 20 de abril - Markneukirchen, Alemania
- 21 de abril - Wiener Neustadt, Austria
- 22 de abril - Praga, República Checa
- 23 de abril - Ostrava, República Checa
- 25 de abril - Pratteln, Suiza
- 26 de abril - Memmingen, Alemania
- 27 de abril - Múnich, Alemania
- 28 de abril - Innsbruck, Austria
- 30 de abril - Mannheim, Alemania
- 2 de mayo - Ratisbona-Obertraubling, Alemania
- 3 de mayo - Leipzig, Alemania
- 4 de mayo - Bratislava, Eslovaquia
- 5 de mayo - Viena, Austria